# 陈慧芳 (作家)
陈慧芳（1963年1月—），湖南省长沙市宁乡市流沙河镇人，中国大陆作家，乡土诗派诗人。

## 生平
1984年毕业于湘潭大学中文系。创立“新乡土诗派”。《湖南日报》文化专刊部主任。中国作家协会会员和湖南省作家协会理事。

## 作品

### 专著
- 《重返家园》

### 合著
- 《两栖人》（江堤合著）